# Kirchheim bei München
Kirchheim bei München este o comună din districtul München, landul Bavaria, Germania.